# 金发哈拉尔
哈拉尔一世（约850年—933年左右），绰号金发（挪威語：Harald Hårfagre），是第一位挪威王国的国王 ，872－930年在位。血斧埃里克即是其子。关于哈拉尔本人的历史资料很少。

## 出身及早年生涯
哈拉尔的外祖父西格德·赫约特是挪威灵厄里克王国的国王，据说“他比任何人都要强壮结实，而且他在同辈人中相貌最英俊”。西格德的父亲是锐利者海格·瓦瑟，而西格德的母亲是亚斯拉琪，蛇眼西格德是拉格纳·罗德布鲁克的儿子。哈拉尔的母亲朗希尔德便是西格德-赫约特和哈拉尔·卡拉克之女托妮的女儿，哈拉尔的名字是为了纪念其外祖母之父。托妮的一个姐妹思蕊·丹妮博德嫁给了日后的丹麦国王长者戈尔姆。哈拉尔的父亲黑发哈夫丹是西福尔德王国的国王，之前有过一段婚姻和一个同名哈拉尔儿子，不过哈拉尔的这位哥哥十岁便夭折，使得他的父亲依旧膝下无人。在他大约三十岁的时候，娶了哈拉尔二十岁的母亲，他的母亲是个“非常活泼的姑娘”，生下了哈拉尔。哈拉尔渐渐长大，变得强壮结实、极为英俊。他变成了一个精通各种战斗技能的人，还表现出了良好的领悟能力。朗希尔德很宠爱儿子，但哈夫丹却对儿子比较冷淡。在他四十岁的父亲去世时，他年仅十岁。
初登王位的哈拉尔长得健壮、清秀，而且为人谨慎、富有男子气概。他的舅舅古斯鲁姆是亲兵首领和摄政，手握军政大权。哈拉尔的父亲死后，许多地方的首领觊觎他遗留下来的领土。而在这些人之中，为首的是甘道夫王，然后是赫格尼和弗罗德，他们俩是海德马克王国的国王埃斯泰因的儿子，除此之外还有来自灵厄里克王国的赫格尼·卡森。
甘道夫之子哈克，发动了一支300人的远征队前往讨伐西福尔德，他们打算在山谷中的要道进军，并希望出其不意地袭击哈拉尔。而与此同时，甘道夫王率大军在后，准备穿过峡湾大举进军西福尔德。古斯鲁姆首领听说哈克集结了一支军队，便和哈拉尔一道率军前往西福尔德抵御哈克。两军在山谷中相遇，并展开了一场激烈的战斗，最终哈拉尔赢得了胜利，而哈克和他手下绝大多数的人战死。从那以后，这个地方便被称为哈克戴尔。随后哈拉尔和古斯鲁姆首领班师返回，但他们又与甘道夫王率领的前往西福尔德的军队遭遇。两军朝着彼此的方向进军，然后相遇，展开了激烈战斗，结果甘道夫王手下的绝大多数士兵当场战死，而甘道夫仓皇逃窜，在那种状况下，甘道夫回到了自己的国家。
此时海德马克的埃斯泰因的儿子们听说了这个消息，他们便预料战争将会降临到他们的头上，于是他们传讯给赫格尼·卡森和古德布兰德首领，并在海德马克的灵萨克和他们会晤。
战斗过后，哈拉尔和古斯鲁姆率军返回，并率领他们能召集到的所有战士穿越森林向高地进军。他们找到了高地诸国王会晤的地点，并在半夜时分没有守卫警戒的情况下，悄悄摸到赫格尼·卡森的门前，而这时赫格尼·卡森和古德布兰德都在睡觉。他们放火烧掉了两间屋子，但是埃斯泰因的两个儿子则带着手下溜了出来，厮杀了一会，直到赫格尼和弗罗德双双战死。在四位首领死掉之后，哈拉尔凭借古斯鲁姆的成就和权势，相继征服了海德马克、灵厄里克、古德布兰戴尔、哈德兰、托滕、鲁马利克以及明格马克的北部地区。
其后，哈拉尔和古斯鲁姆对甘道夫王宣战，并打了几场战斗，就这样，甘道夫在战斗中被杀死，而哈拉尔则将领土向南扩张到劳姆河。